# حروفیه
حروفیه فرقه‌ای مذهبی بود با باورهایی شبیه به صوفیان که پیروان آن برای ارزش عددی حروف الفبا تفسیرهایی قائل بودند و با این کار از آیات و حدیث‌های اسلامی معانی شگفت‌انگیز و غیرمتعارفی استنباط می‌کردند.
جنبش حروفیه در ستیز با سلطه سیاسی - اقتصادی تیموریان بود و از زبان شعر (به زبانهای فارسی، ترکی و مازندرانی) برای انگیزش پیروان خود استفاده می‌کرد. بنیان‌گذار فرقه حروفیه فضل‌الله حروفی استرآبادی بود  که در طبرستان و شهر استرآباد (گرگان امروزی) به دنیا آمد.
شعارهای محوری نهضت حروفیه عبارت بودند از: آگاهی انسان، برابری و عدالت اجتماعی . عقاید نهضت حروفیه در نوشتارهایی به سه زبان ترکی، مازندرانی و فارسی نگاشته شده است. این نهضت، سبب قیام‌هایی علیه حکام تیموری در ولایات و شهرهای بزرگ شد. از میان این قیام‌ها می‌توان به قیام مردم اصفهان علیه خراج گزاران تیمور و قتل‌عام مردم آن شهر نام برد. پیروان حروفیه طبیعت را از معنویت و انسانیت را از مادیت جدا نمی‌دانستند. میراث محتوای فکری - فلسفی این نهضت آبشخور فکری نهضت‌های دیگری در ایران تا اواخر دوره قاجاریه بود که از مهم‌ترین آنها می‌توان به نقطویه اشاره کرد. مایه‌های عرفانی و انسانی این نهضت در تعالیم حلاج ریشه داشت که با زبانی قابل فهم برای عامه مردم و در ابعاد انسانی - اقتصادی و اجتماعی مطرح می‌گشت.
هدف اصلی حروفیه مبارزه با حکومت فئودال تیموری بود. اوضاع اقتصادی ایران بعد از حملهٔ مغول بسیار فلاکت‌بار بود. کشاورزی رو به زوال گذاشت و کم‌کم از بین رفت و مردم گرسنه می‌ماندند. با حملهٔ تیمور اوضاع بسیار وخیم‌تر شد. تیمور برای محکم کردن پایه‌های سیاسی و اجتماعی خود تظاهر به دین‌داری می‌کرد و در این بین داستانی وجود دارد که او حافظ کل قرآن بود و حتی می‌توانست قرآن را از آیهٔ انتهاییِ آن به آیهٔ ابتدایی آن بخواند.
هرچند در حال حاضر نحله یا فرقه‌ای با عنوان حروفیه وجود ندارد، اما قسمت زیادی از عقاید آنها را می‌توان در فرقه‌های دیگر مشاهده کرد. در حال حاضر نمایندهٔ اصلی حروفیه، بکتاشیه است.

## حروفیه و قرآن
حروفیه قرآن را در سورهٔ حمد خلاصه‌شده می‌دانند.